# Albatros L.84
L'Albatros L.84 est un chasseur biplace expérimental allemand de l'entre-deux-guerres.
Biplan de construction mixte, les ailes inégales décalées étant en bois à revêtement de contreplaqué et le fuselage en tubes d’acier soudés avec revêtement entoilé. Les essais de ce nouveau chasseur biplace venaient tout juste de débuter lorsque la crise économique imposa la fusion d’Albatros Flugzeugwerke et Focke-Wulf Flugzeugbau en 1931. Selon certaines sources un exemplaire aurait été vendu à la Chine. Ce qui est certain c’est que Focke-Wulf envisagea d’équiper un exemplaire d’un empennage papillon qui fit l’objet d’essais de soufflerie. 

## Les versions
- Albatros L.84 : Prototype à moteur V12 BMW VIu 7,3Z de 660 ch, qui devait recevoir deux mitrailleuses fixes de 7,9 mm de capot et une arme sur affût arrière. Cet appareil [D-1899] fut pris en charge en février 1933 par Focke-Wulf et victime peu après d'un accident en vol.
- Albatros L.84C : Second prototype [D-2086], dont le système de refroidissement fut modifié chez Focke-Wulf. La Reichswehr commanda 12 exemplaires, commande annulée après livraison de trois appareils seulement, qui furent utilisés pour des essais de moteurs.
- Albatros L.84E : Remotorisé avec un Rolls-Royce Kestrel IIIS.
- Albatros L.84F : Achevé avec un BMW VIu à injection.